# 三岳山
三岳山（みたけさん）は、丹波高地の丹後山地に位置する山である。御嶽山（みたけさん）と表記されることもある。

## 概要
丹後山地では西床尾山 (843m)についで2番目の高峰であり、北東側に対峙する大江山 (833m)より高い。山名は源頼光が大江山へ鬼退治に行く際、大江山に見立てて三嶽神社で鬼退治を祈願したことから、「見立て山」が三岳山になったとされている。
南北方向特に大江山山頂から眺めると三角錐型の山容であり、山腹はブナやミズナラの原生林で覆われる。鎌倉時代後期から山岳修験の山として開かれ、南北朝時代初期には八合目の三嶽神社に蔵王権現が祀られたという。かつて南東側喜多にある金光寺から山頂までの参道は女人禁制であった。
山頂には関西電力の反射板および、三等三角点「三岳山」が設置されている。

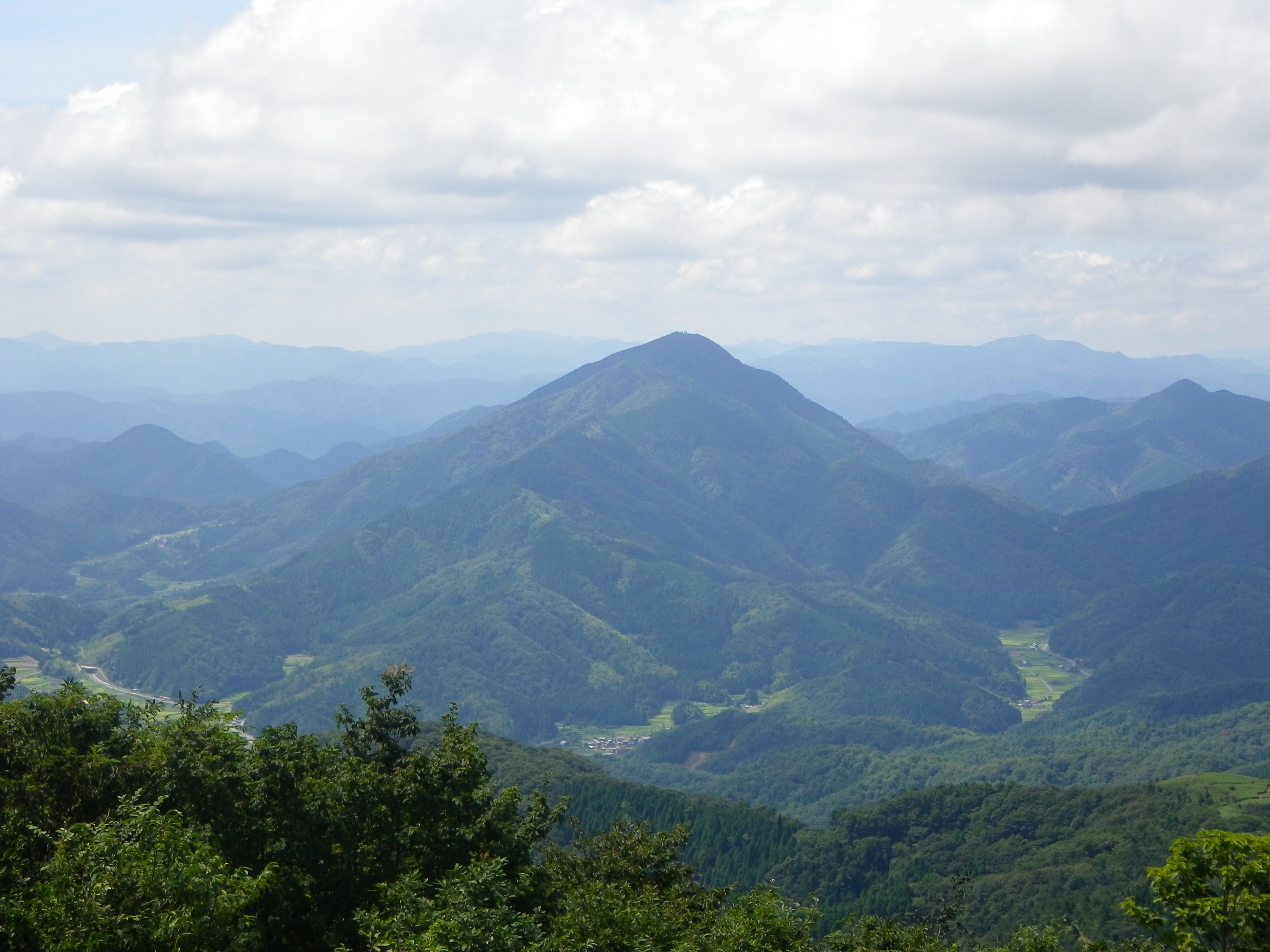
大江山千丈ヶ嶽から望む三岳山

## 登山ルート
南西側の仏坂から直登し、山頂に至る。また南東側の三岳山の家がある喜多登山口 (350m)から三嶽神社 (680m)付近で仏坂からの登山道に合流するルートもある。